# Арктик Ред Ривър
Арктик Ред Ривър (на английски: Arctic Red River) е река в северозападна Канада, Северозападни територии, ляв приток на река Маккензи. Дължината ѝ от 499 km ѝ отрежда 68-о място сред реките на Канада.
Река Арктик Ред Ривър извира от ледниците в северната част на планината Маккензи на около 1700 м н.в. Първите 120 км тече на север покрай хребетите Бъкбоун и Каньон, като спуска до около 1300 м н.в. След това продължава отново на север, а по-нататък на северозапад покрай ниските хребети Йелоу и Личен в дълбок каньон. При пресичането на Северната полярна окръжност, реката навлиза в долината на река Маккензи и след около 130 км се влива отляво в нея до малкото селище Цигетчик.
Площта на водосборния басейн на реката е 23 200 km2, който представлява 1,3% от целия водосборен басейн на река Маккензи.
Река Арктик Ред Ривър получава отляво два основни притока – Грансуик и Сайнвил.
Многогодишният среден дебит на реката в устието ѝ е 150 m3/s. Максималният отток е през юни – юли, а минималният е през февруари – март. Подхранването на реката е предимно снегово. От октомври до май и началото на юни реката е скована от ледена покривка.
Река Арктик Ред Ривър и голяма част от нейния водосборен басейн е едно от малкото девствени места на планетата, останали незасегнати от човешката дейност. По нейното течение и в целия ѝ водосборен басейн има едно-единствено селище – градчето Цигетчик (136 жители, старо название Арктик Ред Ривър), разположено в устието на реката.
Устието на реката е открито на 9 юли 1789 г. от шотландския пътешественик Александър Маккензи, по време на плаването му надолу по река Маккензи.
Около 1868 г. в поречието на реката се появяват католически мисионери, първите които откриват и изследват цялото течение на Арктик Ред Ривър. Единственото селище Цигетчик е основано в края на 1880-те – началото на 1890-те години като търговски пункт (фактория) за изкупуване на ценни животински кожи.